# Änne Saefkow
Änne Saefkow, née le 12 octobre 1902 à Düsseldorf et décédée le 4 août 1962 à Berlin, est une résistante allemande contre le nazisme, membre du Parti communiste. Elle est emprisonnée dans le camp de concentration de Ravensbrück de 1944 à 1945.
Après la guerre, elle vit en République démocratique allemande, où elle est notamment bourgmestre de Berlin-Prenzlauer Berg, membre de la Chambre du peuple et militante de l'Association des persécutés du régime nazi.

## Biographie

### Jeunesse et formation
Anna Clementine Thiebes est née le 12 octobre 1902 à Düsseldorf. Elle est la fille de Wilhelm Thiebes, menuisier et d'Elisabeth Jansen, couturière. Son acte de naissance mentionne le prénom de Anna mais elle est connue comme Änne. Sa fille Bärbel Schindler-Saefkow indique que seuls les nazis l'identifiaient comme Anna. 
Elle fréquente l'école primaire et une école commerciale de Düsseldorf, où elle apprend le métier de sténodactylographe. Elle occupe ensuite divers emplois de bureau.
En 1919, elle devient membre de la Jeunesse socialiste libre et en 1920 de l'Association de la jeunesse communiste d'Allemagne (KJVD), où elle occupe des postes de direction dans l'association locale, de sous-district et de district de Düsseldorf et du district de Basse-Rhénanie. Elle devient membre des syndicats libres en 1921 et du Parti communiste d'Allemagne (KPD) en 1922, et s'engage contre la montée du national-socialisme,. À partir de 1926, elle travaille comme employée au sein du Comité central du Parti communiste et du comité des syndicats révolutionnaires d'opposition (Opposition syndicale révolutionnaire (de) - RGO). De 1928 à 1929, elle est conseillère de district du KPD au conseil de district de Berlin-Prenzlauer Berg.
Änne Saefkow est mariée de 1927 à 1938 avec le résistant Wilhelm Weiß (de). Ils ont une fille en 1928, la future institutrice Edith Wahner, .

### Résistance contre le nazisme
Après l'arrivée au pouvoir du parti national-socialiste, elle continue à être active dans la résistance contre le nazisme. Le parti communiste étant désormais interdit, elle travaille au sein de l'appareil illégal du Comité central  pour Theodor Neubauer. Après l'arrestation de celui-ci en août 1933, elle travaille pour diverses entreprises. Le 9 août 1941, elle épouse Anton Saefkow, un leader du parti communiste récemment libéré des camps de Dachau et Fuhlsbüttel et participe à son organisation de résistance (de). Elle sténographie les informations étrangères, qui servent de sources pour les tracts. Elle est arrêtée, le 5 juillet 1944, un jour après son mari.  Sa fille aînée, Edith, alors âgée de seize ans doit prendre en charge le bébé née en 1943, Bärbel. Anton Saefkow est condamné à mort et exécuté. Après une garde à vue au quartier général de la police de Potsdam, Änne Saefkow est déportée au camp de concentration de Ravensbrück le 5 mars 1944. Sarah Helm (en) rapporte dans Si c'est une femme. Vie et mort à Ravensbrück, qu'une amie communiste lui a attribué le matricule d'une détenue morte, car le chaos qui règne alors dans le camp empêche de délivrer de nouveaux matricules et une détenue sans matricule court un grand risque d'être envoyée directement à la chambre à gaz.
Änne Saefkow est libérée près de Priepert le 1er mai 1945 par l'Armée rouge alors qu'elle participe à la marche forcée vers le nord du Mecklembourg et retourne à pied à Berlin, avec douze autres détenus, onze femmes et un homme,,.

### L'après-guerre
Après la guerre, Änne Saefkow occupe diverses fonctions municipales et régionales. Elle rejoint le syndicat Freier Deutscher Gewerkschaftsbund et l'organisation culturelle de la République démocratique allemande, Kulturband der DDR en 1945. Dès l'été 1945, Änne Saefkow prend en charge le département des affaires sociales du district de Pankow. Elle est responsable de tous ceux qui sont dans le besoin après la guerre : orphelins, veuves, réfugiés, etc.. De 1946 à octobre 1949, elle est conseillère de district à Pankow. En 1946, elle devient membre du Sozialistische Einheitspartei Deutschlands.
Le 6 décembre 1946, elle est élue adjointe au bourgmestre du district de Pankow, et, lorsque le bourgmestre Erich Ryneck (de) passe à Berlin-ouest lors de la scission de la ville en 1948, elle fait fonction de bourgmestre pendant un an[réf. souhaitée]. 
En 1947, elle rejoint la Ligue démocratique des femmes d'Allemagne (DFD) et en 1948 la Société pour l'amitié germano-soviétique (DSF). Elle est vice-présidente de la Commission pour le contrôle de l'État à Berlin-Est de 1950 à 1952. En tant que successeur de Walter Bartel, de mars 1950 jusqu'à la dissolution du VVN en février 1953, elle préside l'association régionale du Grand Berlin. À partir de février 1953, elle apporte son expérience de la résistance et de la persécution aux travaux du comité est-allemand des résistants antifascistes sur la politique de commémoration. Du 23 février 1953 au 5 mars 1956, elle est bourgmestre de Berlin-Prenzlauer Berg et également conseillère de district.

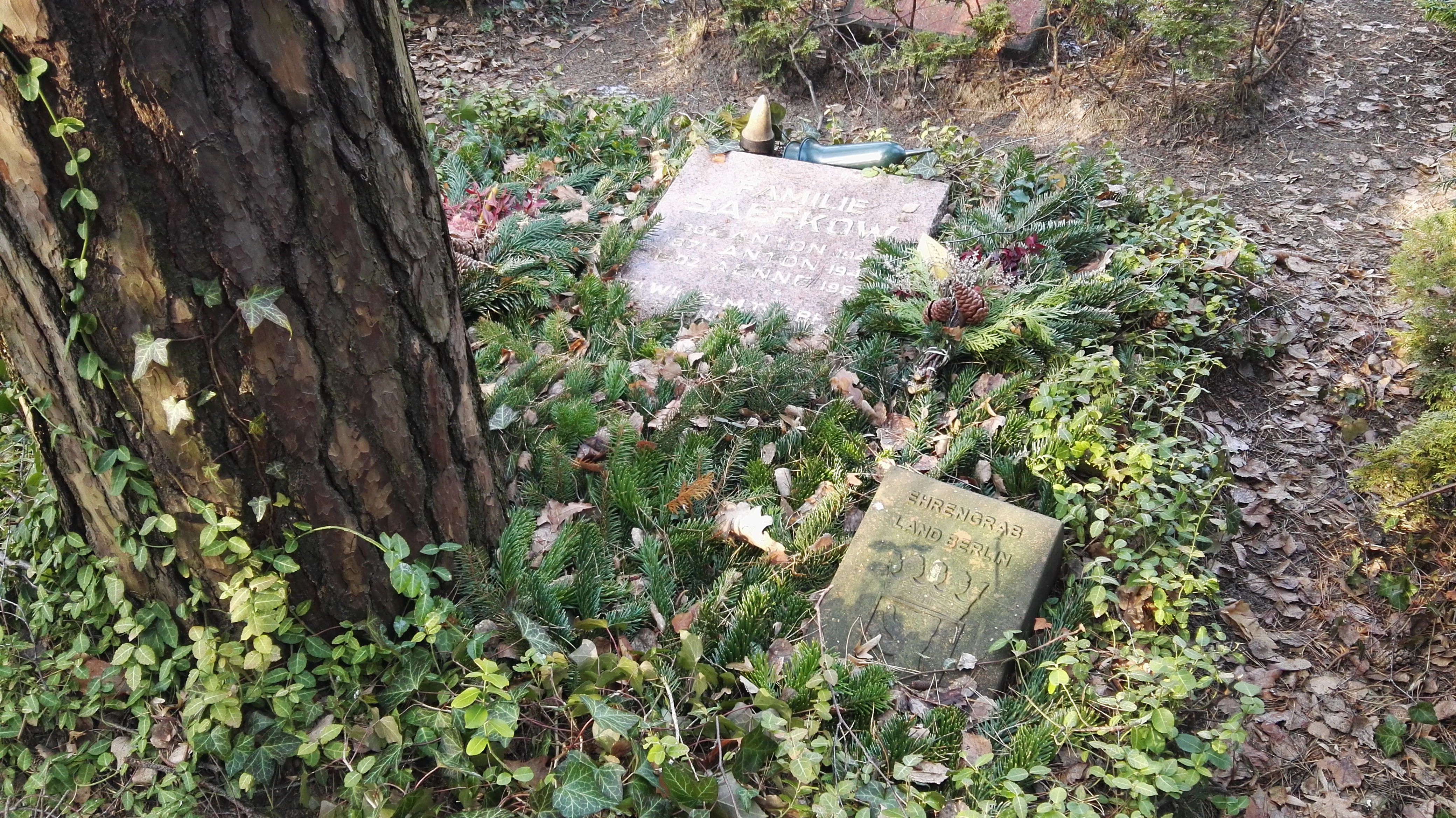
Tombe d'honneur de la famille Saefkow au cimetière Pankow III.

En octobre 1950, Änne Saefkow est sur la liste des 66 représentants berlinois envoyés à la Chambre du peuple avec le mandat de l'Association des persécutés du régime nazi, dont la majorité fait partie du SED. De 1954 jusqu'à sa mort en 1962, elle est députée de Berlin à la Chambre du peuple pour le SED. De 1954 à 1958, elle est membre du comité de clémence (Gnadenausschuss) de la Chambre du peuple[réf. souhaitée].
Änne Saefkow décède le 4 août 1962 à Berlin.
La succession d'Änne et d'Anton Saefkow est remise aux Archives centrales du Parti du SED par Bärbel Schindler-Saefkow et Edith Wahner, les filles d'Änne Saefkow.

## Récompenses et honneurs
- 1954 : Médaille pour réalisations exceptionnelles (de) (RDA)[2]
- 1954 : Médaille Clara-Zetkin[2]
- 1955 : Ordre du mérite patriotique en argent[2]
- 1958 : Médaille des combattants contre le fascisme 1933 à 1945[2]
- 1978 : Plaque commémorative sur sa maison à Trelleborger Strasse 26 à Berlin-Pankow [10]

Souvent, cependant, la reconnaissance et les hommages la renvoient à son statut d'épouse : « En tant que compagne de vie et de combat de notre Anton Saefkow, vous avez travaillé de toutes vos forces pour accomplir l'héritage de nos héros de la résistance allemande. »,